# Cantami "Buongiorno tristezza"
Cantami "Buongiorno tristezza" è un film del 1955 diretto da Giorgio Pàstina.
Si tratta dell'ultima pellicola di Pàstina che morì poco tempo dopo, per un male incurabile, a soli 51 anni.
Il titolo del film riprende l'omonima canzone vincitrice del festival di Sanremo 1955.

## Trama
Giovanna è una giovane ragazza che lavora con il fidanzato Sergio in una fabbrica di medicinali. Però, il figlio del padrone della fabbrica, Marco Salviati, simula il furto di un quantitativo di morfina e ne accusa Sergio. Marco riesce ad allontanare Sergio da Giovanna. Un giorno scopre che Giovanna è incinta, e chiede al padre di sposarla. I due si sposano, ma l'amore di Marco era solo un capriccio temporaneo e Giovanna ama ancora Sergio. Dopo qualche anno, Marco decide di sbarazzarsi di Giovanna e decide di farli riappacificare. Il padre di Marco vede Giovanna e Sergio insieme, e ciò gli fa prendere un colpo. Il vecchio disereda Giovanna, e nomina erede universale suo figlio. Marco, in un impeto di rabbia, rapisce il bambino, che tra l'altro è figlio di Sergio ma porta il suo cognome. Giovanna e Sergio inseguono Marco. Però Marco muore a causa d'un incidente d'auto, ma fortunatamente il bimbo è illeso.

## Produzione
Il film, a carattere musicale, è ascrivibile al filone dei melodrammi sentimentali, comunemente detto strappalacrime, molto popolare tra il pubblico italiano in quegli anni (poi ribattezzato dalla critica con il termine neorealismo d'appendice).

## Distribuzione
Il film venne distribuito nel circuito cinematografico italiano nell'autunno del 1955.
Venne in seguito distribuito anche in Francia, il 24 maggio del 1957 con il titolo Chante-moi Bonjour tristesse.